# El perdón
El perdón (z hiszp. „Przebaczenie”) – piosenka i singel portorykańskiego piosenkarza Nicky’ego Jama i hiszpańskiego wokalisty Enrique'a Iglesiasa, wydany 6 lutego 2015 przez Sony Music Latin / RCA.

## Certyfikat
| Kraj                     | Certyfikat  | Sprzedaż   |
| ------------------------ | ----------- | ---------- |
| Hiszpania (PROMUSICAE)   | 6x platyna  | 240 000+   |
| Polska (ZPAV)            | 3x diament  | 300 000+   |
| Stany Zjednoczone (RIAA) | 27x platyna | 1 620 000+ |